# Isola di Bianki
L'isola di Bianki (in russo Остров Бианки, ostrov Bianki) è un'isola russa del gruppo delle isole Vostočnye che fanno parte dell'arcipelago di Nordenskiöld e sono bagnate dal mare di Kara.
Amministrativamente appartiene al distretto di Tajmyr del Territorio di Krasnojarsk, nel Distretto Federale Siberiano.

## Geografia
L'isola è situata nella parte centrale del gruppo ed è una delle maggiori. A nord ci sono le isole Salome e Matros, a nord-est le isole di Evgenij Fёdorov e l'isola Nord, tutte al di là dello stretto Spokojnyj (пролив Спокойный), e a sud si trova l'isola di Tyrtov. Vicina alla costa occidentale c'è la piccola isola Kamenistyj e poco distante dalla sua estremità occidentale (capo Povorotnyj) c'è l'isola di Leskinen.
L'isola di Bianki è lunga poco meno di 13 km ed è larga fino a 5,5 km. La maggior parte dell'isola è rocciosa con delle colline di 42 m (a ovest), di 97 (al centro) e di 61 m (a est). È l'isola più alta dell'arcipelago di Nordenskiöld dopo l'isola Čabak (107 m).
Sul lato sud della sua parte orientale ha due penisole che puntano verso sud formando due baie: la Nezametnaja e la Otkrytaja (бухта Незаметная e бухта Открытая). La penisola più occidentale termina in capo Dolgij (мыс Долгий), che è a brevissima distanza dalla punta nord (capo Karluk; мыс Карлука) dell'isola di Tyrtov.
Sull'isola ci sono piccoli torrenti stagionali e nella parte ovest alcuni piccoli laghi.
Come il resto dell'arcipelago, fa parte della Riserva naturale del Grande Artico dal 1993.

## Storia
L'isola fu scoperta e mappata nel 1901, dall'esploratore russo Fëdor Andreevič Matisen (Фёдор Андреевич Матисен, 1872-1921), nello stesso anno Eduard von Toll le diede il nome dello zoologo, ornitologo e entomologo russo  Valentin L'vovič Bianki (Валентин Львович Бианки, 1857–1920), padre del celebre scrittore di classici per bambini Vitalij Valentinovič Bianki (Виталий Валентинович Бианки, 1894-1959).